# Amanda Donohoe
Amanda Donohoe (Londra, 29 giugno 1962) è un'attrice britannica.

## Biografia
Amanda lasciò casa all'età di sedici anni per entrare nella Central School for Speech and Drama. 
Sul finire degli anni ottanta si trasferì a Los Angeles per espandere la sua carriera, ma senza molto successo. 
Nel 1986 divenne famosa recitando nel film Castaway, la ragazza Venerdì del regista britannico Nicolas Roeg accanto all'attore Oliver Reed. La Donohoe divenne così in breve popolare recitando sia al cinema che in televisione.
Nel febbraio del 1991 prese parte al primo bacio lesbico della televisione statunitense quando il suo personaggio nella serie televisiva Avvocati a Los Angeles bacia una collega interpretata da Michelle Green. Per la sua interpretazione nella serie ha vinto, nel 1992, un Golden Globe nella categoria migliore attrice non protagonista in una serie, mini-serie o film per la televisione.
Specializzata in ruoli non tradizionali, fu oggetto di controversia una sua scena del film La tana del serpente bianco (1988), in cui il personaggio da lei interpretato sputa veleno su un crocifisso. Intervistata al riguardo, la Donohoe disse: «Sono atea, quindi è stato un piacere. Sputare su Cristo è stato così divertente. Non seguirò mai un dio che ha represso la sessualità femminile per secoli, e questa repressione continua tutt'oggi».
Nel 1996 interpretò il ruolo di Meggie Cleary O'Neill nel film tv Uccelli di rovo - Gli anni mancanti, seguito della miniserie Uccelli di rovo nella quale il ruolo di Meggie era interpretato da Rachel Ward.
Nella primavera del 2001 ha rimpiazzato Jerry Hall nel ruolo di Mrs. Robinson in uno stage londinese.

## Filmografia

### Cinema
- Medico per forza (Foreign Body), regia di Ronald Neame (1986)
- Castaway, la ragazza Venerdì (Castaway), regia di Nicolas Roeg (1986)
- La tana del serpente bianco (The Lair of the White Worm), regia di Ken Russell (1988)
- La vita è un arcobaleno (The Rainbow), regia di Ken Russell (1989)
- L'ora del tè (Diamond Skulls), regia di Nick Broomfield (1989)
- Tank Malling, regia di James Marcus (1989)
- Anestesia letale (Paper Mask), regia di Christopher Morahan (1990)
- La pazzia di Re Giorgio (The Madness of King George), regia di Nicholas Hytner (1994)
- Bugiardo bugiardo (Liar Liar), regia di Tom Shadyac (1997)
- Complice la notte (One Night Stand), regia di Mike Figgis (1997)
- Uno scrittore particolare (The Real Howard Spitz), regia di Vadim Jean (1998)
- I'm Losing You, regia di Bruce Wagner (1998)
- Stardust, regia di Charles F. Cirgenski (1998)
- Circus, regia di Rob Walker (2000)
- Wild About Harry, regia di Declan Lowney (2000)
- Phoenix Blue, regia di Tony Maylam (2001)
- Glory Glory, regia di Paul Matthews (2002)
- Starship Troopers 3 - L'arma segreta (Starship Troopers 3: Marauder), regia di Edward Neumeier (2008)
- The Calling, regia di Jan Dunn (2009)
- Trafficker, regia di Larry Smith (2015)
- The Swing of It, regia di Douglas Ray (2016) - cortometraggio
- Blue Iguana, regia di Hadi Hajaig (2018)
- Down, regia di Garry Crystal (2019) - cortometraggio

### Televisione
- Star Quality, regia di Alan Dossor - film TV (1985)
- Paradise Postponed - miniserie TV, episodi 1x2 (1986)
- An Affair in Mind, regia di Colin Luke - film TV (1988)
- Les Girls - serie TV, episodi 1x4 (1988)
- Game, Set, and Match - serie TV, 9 episodi (1988)
- Screen Two - serie TV, episodi 2x4-7x7 (1986-1991)
- L.A. Law - Avvocati a Los Angeles (L.A. Law) - serie TV, 41 episodi (1990-1992)
- La paura della verità (Shame), regia di Dan Lerner - film TV (1992)
- Vendetta privata (It's Nothing Personal), regia di Bradford May - film TV (1993)
- Briefest Encounter, regia di Nick Hamm  - film TV (1993)
- The Hidden Room - serie TV, episodi 2x1 (1993)
- Profumo di morte (The Substitute), regia di Martin Donovan - film TV (1993)
- Frasier  - serie TV, episodi 1x7 (1993)
- A Woman's Guide to Adultery - serie TV, episodi 1x1-1x2-1x3 (1993)
- Murder Most Horrid - serie TV, episodi 2x1 (1994)
- Shame II: The Secret, regia di Dan Lerner - film TV (1995)
- Uccelli di rovo - Gli anni mancanti (The Thorn Birds: The Missing Years), regia di Kevin James Dobson - film TV (1996)
- Deep Secrets, regia di Diarmuid Lawrence - film TV  (1996)
- The Wonderful World of Disney - serie TV, episodi 2x6 (1998)
- Bob Martin - serie TV, episodi 1x3 (2000)
- Ally McBeal - serie TV, episodi 3x17 (2000)
- In the Beginning - In principio era (In the Beginning) - miniserie TV, episodi 1x1-1x2 (2000)
- The Atlantis Conspiracy, regia di Dean Silvers - film TV (2001)
- Biglietto di sola andata (Lucky Day), regia di Penelope Buitenhuis - film TV (2002)
- Murder City - serie TV, 10 episodi (2004-2006)
- Bad Girls - serie TV, 9 episodi (2006)
- Valle di luna (Emmerdale Farm) - serie TV, 280 episodi (2009-2010)
- Air Force One Is Down - miniserie TV, episodi 1x1-1x2 (2013)
- Pramface - serie TV, episodi 3x5-3x6 (2014)
- Toast of London - serie TV, episodi 1x3-2x5-3x5 (2013-2015)

## Doppiatrici italiane
Nelle versioni in italiano delle opere in cui ha recitato, Amanda Donohoe è stata doppiata da:
- Emanuela Rossi in Castaway, la ragazza venerdì
- Lorenza Biella ne La tana del serpente bianco
- Ludovica Modugno in Bugiardo bugiardo
- Cristiana Lionello in Uccelli di rovo - Gli anni mancanti
- Silvana Fantini in Ally McBeal
- Aurora Cancian in Starship Troopers 3 - L'arma segreta
- Stefania Romagnoli ne La tana del serpente bianco (ridoppiaggio)